# Ca' Foscari
Ca' Foscari, palača družine Foscari, je gotska stavba na obali Canala Grande v okrožju (sestiere) Dorsoduro v Benetkah v Italiji.
Zgrajena je bila za doža Francesca Foscarija leta 1453, zasnoval pa jo je arhitekt Bartolomeo Bon. Zdaj je glavni sedež Univerze Ca' Foscari v Benetkah.
Palača stoji ob najširšem ovinku Canala Grande. Tu je med vsakoletno regato imenovano Regata Storica (Zgodovinska regata), ki poteka prvo nedeljo v septembru, postavljena plavajoča lesena konstrukcija, znana kot La Machina (s te zgradbe beneške oblasti spremljajo dirko); to je tudi kraj ciljne črte in prizorišče za podelitev nagrad.

## Zgodovina
Prej je na tem mestu stala bizantinska palača, znana kot Hiša z dvema stolpoma. To je leta 1429 kupila Beneška republika od Bernarda Giustiniana, da bi bila rezidenca podkapitana republike Gianfrancesca I. Gonzage (markiz (mejni grof) Mantove). Palača je bila sestavljena iz dveh stolpov, ki sta obdajala spodnji osrednji blok in je bila uporabljena za zabavo slavnih gostov republike, vključno s kralji in diplomati. Leta 1439 je palačo dobil drug kapitan, Francesco I. Sforza. Vendar pa je leta 1447 Francesco Sforza izdal republiko in so mu odvzeli prebivališče.
Leta 1453 je Beneška republika ponovno pridobila palačo v last in jo na dražbi prodala takratnemu dožu Francescu Foscariju; dal jo je porušiti in jo prezidati v poznem beneškem gotskem slogu; stavbo je dož izbral zaradi položaja na Canalu Grande. Foscari se je takoj lotil obnove palače na način, ki je ustrezal njegovemu statusu: mesto nove palače je preselil naprej na breg Canala. Odkup in obnova palače zase je pomenilo, da je dož potrjeval svojo politično in vojaško vlogo: pravzaprav je predstavljal kontinuiteto vojaških uspehov tistega obdobja, ki je trajalo 30 let in je bil promotor beneške ekspanzije na celino (terraferma). Ogromna nova palača je bila komaj dokončana, ko je bil Foscari leta 1457 osramočen in se je umaknil v svoj novi dom do svoje smrti.
Leta 1574 je bil v drugem nadstropju stavbe nastanjen francoski kralj Henrik III.
Najnovejša obnova Ca' Foscari in sosednje Palazzo Giustinian je bila naročena leta 2004, da bi izpolnili nove zahteve glede varnosti in praktičnosti. Delo je trajalo od januarja 2004 do poletja 2006.
Trenutno je v palači sedež univerze Ca' Foscari, ki je javnosti omogočila dostop do nekaterih najlepših dvoran, kot sta Aula Baratto in Aula Berengo.
Leta 2013 je stavba po zaslugi vrste pomembnih tehničnih ukrepov za energetsko učinkovitost in po zaslugi sprejetja strogih praks ravnanja z okoljem, ki jih je uvedla Univerza Ca' Foscari, pridobila certifikat LEED (Leadership in Energy and Environmental Design) za trajnost in tako postala najstarejša stavba v svetu s pridobljenim tem prestižnim certifikatom.

## Opis
Ca' Foscari je tipičen primer rezidence beneških plemičev in trgovcev. Stavba je ena najmogočnejših stavb v mestu, njeno zunanje dvorišče pa je največje dvorišče zasebne hiše za dvoriščem Doževe palače. Tako kot druge palače sta bila glavna in najbolj okrašena fasada in vhod Ca' Foscari obrnjena proti Canalu Grande - glavni mestni prometnici. Za to fasado je značilno ritmično zaporedje obokov in oken; ta slog, znan kot cvetlična gotika, se posnema po vsem mestu in ga je mogoče prepoznati z uporabo koničastih lokov in izrezljanih okenskih glav. Pri Ca' Foscari so vrhovi vsakega stolpca okrašeni z izrezljanimi štirilistnimi vzorci; gotski kapiteli krasijo listje, živali in maske. Nad gotskim oknom je marmornati friz s čelado, ki jo prekriva levji couchant, ki predstavlja vlogo doža kot kapitana republike; na vsaki strani osrednje čelade najdemo dva putta, ki držita ščit, ki simbolizira Foscarijev grb s krilatim levom svetega Marka, simbola Benetk.
Praktična funkcija beneških palač se je razlikovala od tistih v drugih italijanskih mestih. Plemstvo svojih prihodkov ni pridobivalo s posestmi kot drugod, temveč s pomorstvom in trgovino. Posledično so njihove hiše fondaco morale služiti ne le kot rezidenca, ampak tudi kot sedež njihovih trgovskih podvigov. Glavne značilnosti teh zgodnjih palač so bile dvonadstropne arkade ali lože ob obali; v pritličju je bil portal za nakladanje in razkladanje blaga. Portal je pogosto vodil v predprostor ali portik, ki se je uporabljal za poslovna pogajanja, s shrambami in pisarnami na obeh straneh ter kuhinjo zadaj. Bivalni prostori so bili v zgornjem nadstropju, sobe pa so vodile iz velike osrednje sobe v obliki črke T; na dvorišču so postavili vodnjak in odprto stopnišče. Na vsakem koncu fasade so bili nizki stolpi. Tudi Hiša dveh stolpov je imela to strukturo, preden se je Francesco Foscari odločil, da jo uniči in obnovi v gotskem slogu.
Pritličje je bilo uporabljeno kot shrambe; prvo in drugo nadstropje (piano nobile) sta bila uporabljena za formalno zabavo in zasebno stanovanjsko rabo. Osrednja loža teh dveh glavnih nadstropij je zasnovana v podobnem beneškem cvetličnem gotskem slogu kot bolj znana arkada Doževe palače. Lože, vezane ena nad drugo, so zdaj zastekljene in osvetljujejo velike dvorane zadaj. Lože obkrožajo krila, vsaka od dveh obočnih pol z manjšimi prostori.

## Uporaba stavbe
Po smrti Francesca Foscarija leta 1457 je bila palača uporabljena za različne namene, glede na epoho. Nekaj datumov za dogodke in posebne rabe stavbe:
- 1513: V palači je potekala poročna zabava Federica Foscarija in hčerke Giovannija Venierja
- 1516: je bila palača razdeljena med dediče družine Foscari in je služila gostoljubju evropskim kraljem, ki so prihajali v Benetke.
- 1661: so dediči družine Foscari ponovno prevzeli posest nad palačo in se vrnili vanjo, medtem ko so del stavbe dali v najem vojvodi Brunswicku
- 1698: Peter Veliki je prejel gostoljubje v tajnosti
- 1790: umrl je Francesco Foscari (sin Sebastiana Foscarija, da ne bi zamenjali z dožem, ki je dal ime palači): bil je zadnji član družine, ki je živel v palači
- 1811: amaterski igralci stavbo uporabljalo kot gledališče
- 1835: stavbo so uporabljali revni meščani, slikarji (zaradi čudovitega razgleda na Canal) in trgovci (kot skladišče za svoje stvari)
- 1848: Palačo je uporabljala kot vojašnico vojska Daniela Manina
- 1849: Med bombardiranjem Benetk s strani Avstrijcev je bila palača gostoljubna revnim družinam, nato pa jo je avstrijska vojska uporabljala kot vojašnico.
- 1868 je palača postala sedež Univerze Ca' Foscari v Benetkah

### Portal
Portal Ca' Foscari je danes glavni vhod v stavbo in je bil obnovljen leta 2008. Izdelan je iz istrskega kamna, je pravokotne oblike, prekriva ga luneta; na obodu je okrašen s kariranimi vzorci. Grb v notranjosti lunete je sestavljen iz osrednjega grba in treh puttov (po en na vsaki strani in en na vrhu); znotraj grba je upodobljen krilati lev sv. Marka, ki drži odprto knjigo. Leta 1797, po prisilni predaji Benetk in strmoglavljenju republike s strani generala Napoleona, so bili družinski grbi ukinjeni; posledično so jih skrili, sneli ali, kot pri Ca' Foscariju, prekrili z belo.

### Vhodna dvorana
Vhodno dvorano je leta 1936 obnovil veliki italijanski arhitekt Carlo Scarpa. Ob tej priložnosti je Scarpa oblikoval:
- stekleno steno vhoda, ki spominja na okno velike dvorane v drugem nadstropju
- klopi (z tipičnim vzorcem v obliki črke T, ki je prisoten v drugih delih Carla Scarpe)
- ograjo stopnišča iz 19. stoletja
- svetilke

### Dvorana Maria Baratta
Velika dvorana, posvečena Mariu Barattu (profesorju italijanske književnosti in antifašistu, ki je umrl leta 1984), je v drugem nadstropju (piano nobile) palače. Soba se danes uporablja za konference, konvencije, uradne slovesnosti, tečaje izpopolnjevanja in pomembne dogodke univerze Ca’ Foscari. Scarpa je zasnoval Veliko dvorano, da bi nadomestil Trgovski muzej. Ogromen portal z latinskim napisom STUDIA DECUS ORNAMENTUMQUE VITAE uvaja dvorano.
Najpomembnejše značilnosti prostorov predstavljajo:
- posegi Carla Scarpe (okno, boiserie in podnožje);
- dve freski, ki sta jih naslikala Mario Sironi in Mario De Luigi, ki segata v leto 1936-1937;
- pogled na največji ovinek Canala Grande.

Leta 1979 je požar uničil del sobe in posledično je arhitekt Valeriano Pastor obnovil sobo in boiserie. Po požaru je bila boiserie Scarpe v zelo slabšem stanju. Valeriano Pastor , Scarpov študent, ga je obnovil skupaj z istim obrtnikom, ki je delal s Scarpo leta 1956.
Med letoma 1935 in 1937 je rektor Agostino Lanzillo prosil Maria Sironija, naj okrasi veliko dvorano Ca’ Foscari. Izbran je bil, ker je veljal za umetnika, ki je sposoben prenesti vero in gorečnost italijanske fašistične mladine tistega obdobja. Freska Italija, Benetke in študij vključuje študenta športnika, ki drži knjigo in mušketo, alegorijo tehnike, alegorijo medicine, mesto Benetke, ki sedi na prestolu, leva sv. Marka in kupole bazilike. Prikazuje tudi figuro v verigah, imenovano domovina, ki predstavlja zmago Italije v Etiopiji. Nad figuro domovine je napis: »Italija bo naredila sama«; nanaša se na avtarkijo, za katero si prizadeva Italija, in na njeno ambicijo, da postane imperialna sila. Druga slika predstavlja šolo filozofov. Na sredini je mislec, obkrožen s svojimi učenci. Na sliki so sledovi kubizma, prisoten pa je tudi tridimenzionalni element. Slika spominja na umetniški slog Pabla Picassa in Juana Grisa ter na poudarjanje barv Georgesa Braquea.
Leta 2004 je bila soba ponovno obnovljena, tokrat v sklopu generalne obnove celotne stavbe. Obrtniki, ki so sodelovali s Carlom Scarpo, so bili poklicani za obnovo boiserie in prav ob tej priložnosti so bili izdelani stoli, ki so zdaj prisotni v prostoru.

### Posegi Carla Scarpa
Leta 1936 je Carlo Scarpa obnovil in preuredil različne dele univerze, vključno z veliko dvorano.
Leta 1956 je bil Scarpa pozvan, da se vrne v Ca' Foscari, da bi veliko dvorano preoblikoval v predavalnico, in ob tej priložnosti je ustvaril elemente boiserie (okrašena in zapleteno izrezljana lesena obloga). Pred posegom arhitekta je bil prostor, ki ga zdaj zaseda velika dvorana, namenjen muzeju Ekonomske fakultete.
Scarpin projekt za veliko dvorano je vključeval:
- okenski okvir (iz stekla in lesa) pred gotskim oknom (polifora) iz 15. st.
- lesena ploščad z marmorno ploščo z latinskim napisom in dvema podstavkoma
- lesena tribuna
- marmorni portal z latinskim napisom

Scarpa je odstranil študentsko tribuno in zasnoval opaž boiserie, pri čemer je uporabil del istega lesa, ki je bil uporabljen za študentsko galerijo. Boiserie je hkrati povezava in ločitev med prostorom in hodnikom. Njegovi drsni okvirji, obloženi s blagom, se uporabljajo za prikrivanje prostora, in ko so zaprti, spominjajo na obliko oslovskega hrbta gotskega okna. Podoba gotskega okna se zrcali na steklu boiserieja z opaznimi svetlobnimi učinki.

### Freske

#### Venezia, l'Italia e gli Studi, Mario Sironi
Mario Sironi je bil najet za okrasitev velike dvorane Mario Baratta leta 1936. Slika prikazuje vrsto alegoričnih figur:
- študent športnik (emblem fašističnih univerzitetnih skupin) drži knjigo in mušketo;
- emblem krilatega leva Beneške republike;
- kupole bazilike sv. Marka;
- alegorija tehnike (ženska, naslonjena na kolo);
- alegorija medicine (ženska s kerikejjem);
- Benetke (ženska na prestolu drži ploščo, ki prikazuje Ca' Foscari);
- domovina (ki predstavlja zmago Italije proti Etiopiji).

#### La scuola, Mario De Luigi
Mario De Luigi je bil tesen prijatelj Carla Scarpe; oba sta obiskovala Akademijo za likovno umetnost v Benetkah in sta sodelovala na področju oblikovanja in urbanizma; bil je asistent Artura Martinija na Akademiji, nato je začel poučevati scenografijo na Univerzi IUAV v Benetkah. De Luigija so prosili, naj okrasi sobo v prvem nadstropju palače Ca' Foscari; nato je bila slika prestavljena v drugo nadstropje, v veliko dvorano Mario Baratta. Slika prikazuje filozofa med njegovimi učenci.